# Die Frau des Kommandeurs
Die Frau des Kommandeurs (Originaltitel: Lily of the Dust) ist ein US-amerikanisches Stummfilmdrama aus dem Jahr 1924 von Dimitri Buchowetzki mit Pola Negri und Ben Lyon in den Hauptrollen. Das Drehbuch basiert auf dem Roman Das Hohe Lied von Hermann Sudermann und dem daraus entstandenen Bühnenstück von Edward Brewster Sheldon.

## Handlung
Während sie in einem Buchladen arbeitet, lernt Lily Czepanek Richard von Prell kennen, einen jungen deutschen Offizier, der sich in sie verliebt. Doch der Garnisonskommandeur, Oberst von Mertzbach, hört von Lily und nimmt sie zur Frau. Als Mertzbach Lily in Prells Armen findet, verwundet er den jüngeren Mann in einem Duell und wirft sie hinaus. Lily nimmt daraufhin die Aufmerksamkeiten Karl Dehneckes an, was Richard nicht mitbekommt. Doch sein Onkel Walter weigert sich, Lily zu akzeptieren, und sie kehrt zu Dehnecke zurück.

## Hintergrund
Obwohl die Famous Players-Lasky Corporation den Roman bereits 1918 unter dem Titel The Song of the Songs verfilmt hatte, wurde im Mai 1925 angemerkt, dass das Unternehmen den Titel für seine Neuverfilmung von 1924 letztlich nicht wiederverwendet habe, weil es starke Proteste gegen die Verfilmung gab, und zwar aufgrund des guten Rufs von Hermann Sudermanns deutschem Originalstück und dessen Adaption für die amerikanische Bühne. Sudermann habe das Stück für ein europäisches Publikum geschrieben und die Amerikaner seien nicht scharf auf gefallene Frauen als Heldinnen. 
Paramount drehte den Film 1933 unter seinem Originaltitel noch einmal mit Marlene Dietrich in der Rolle von Pola Negri (dt. Titel Das Hohe Lied). Obwohl Famous Players-Lasky den Titel änderte, um das Ausgangsmaterial zu verbergen, griff er nicht auf die Amerikanisierung der Charakternamen zurück, wie es in der Version von 1918 der Fall war.
Hans Dreier oblag die künstlerische Leitung. Howard Greer war für das Kostümbild zuständig.
Da keine Kopien der sieben Filmrollen existieren, gilt der Film als verschollen.

## Veröffentlichung
Die Premiere des Films fand am 24. August 1924 statt. 1925 kam er in Österreich in die Kinos, 1926 im Deutschen Reich.

## Kritiken
Der Kritiker der The New York Times befand, obwohl der Film in Hinsicht der Regie und des aufrichtigen Schauspiels der drei Hauptdarsteller ein Juwel sei, werde er durch die Unglaubwürdigkeit einiger seiner Szenen und sein unwahrscheinliches Ende etwas getrübt. Die Geschichte sei größtenteils intensiv und realistisch, die atmosphärischen Details seien prächtig und wahrheitsgetreu. Bis auf einen Zwischenfall gewinne man einen lebendigen Eindruck von der eisernen Disziplin der deutschen Armee vor 1914.